# Glaucium flavum
Glaucium flavum là một loài thực vật có hoa trong họ Anh túc. Loài này được Crantz mô tả khoa học đầu tiên năm 1763.

## Hình ảnh

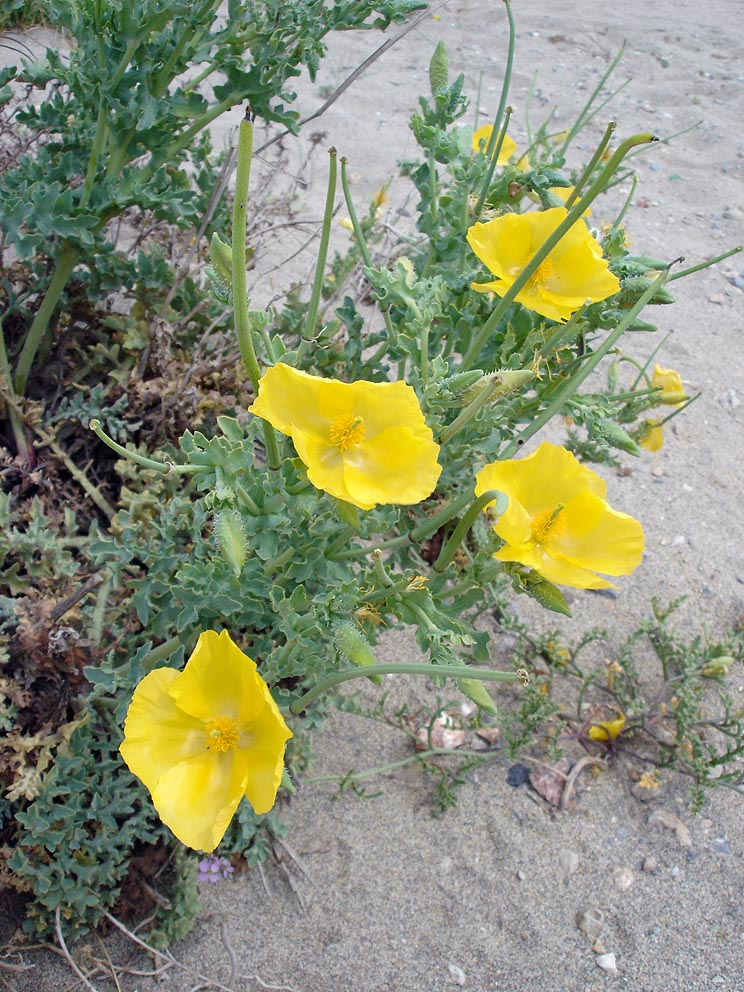
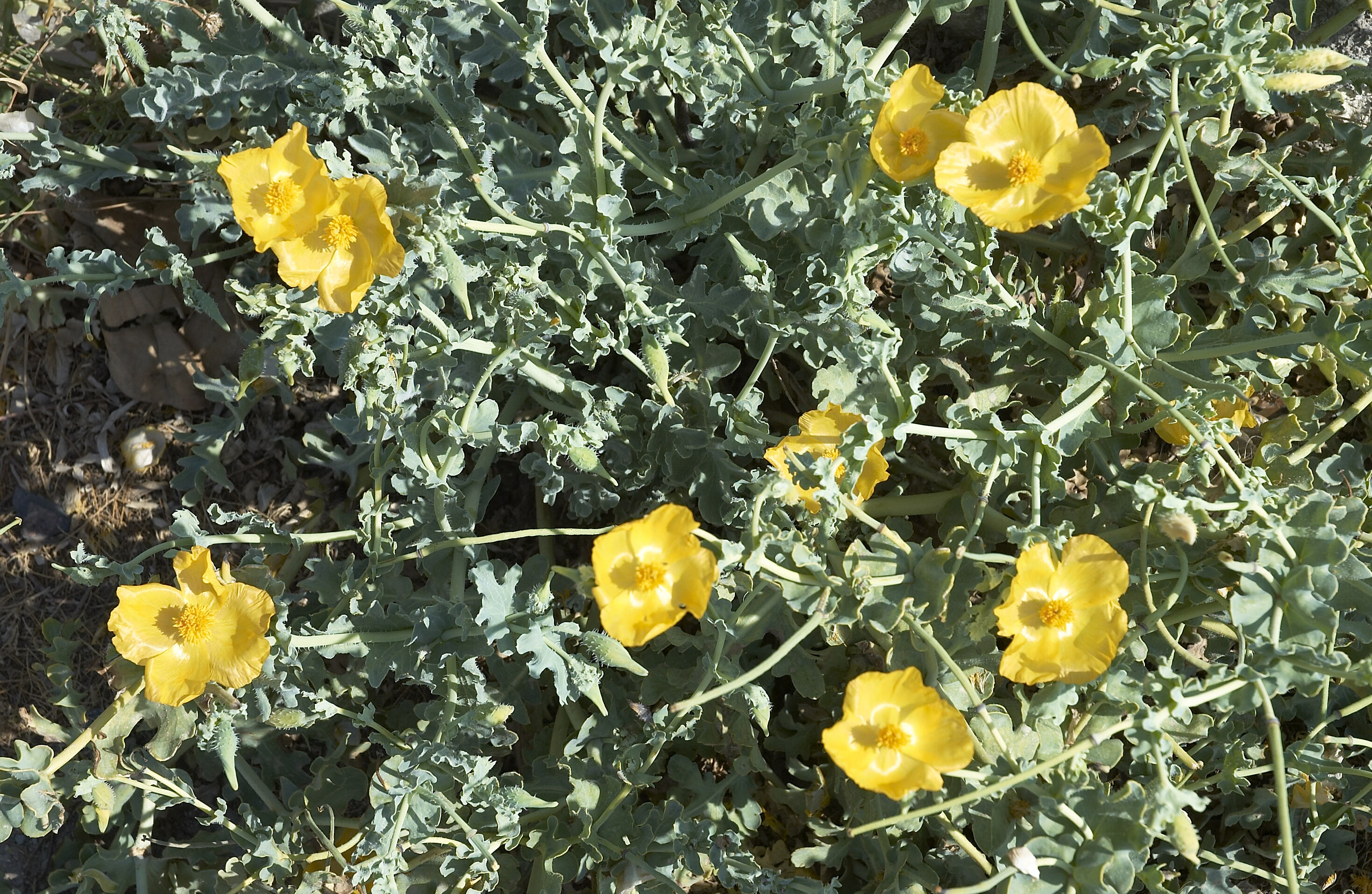
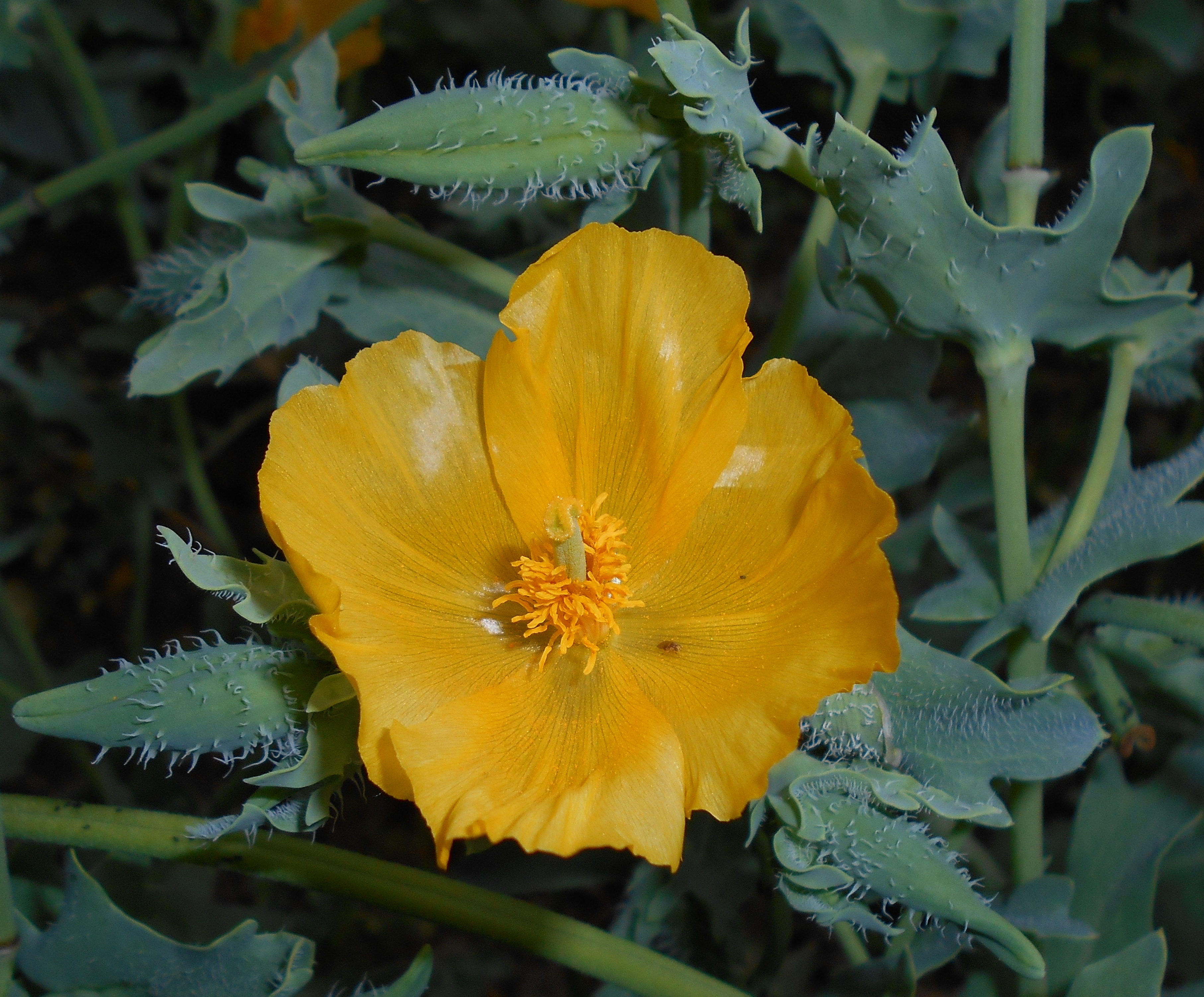
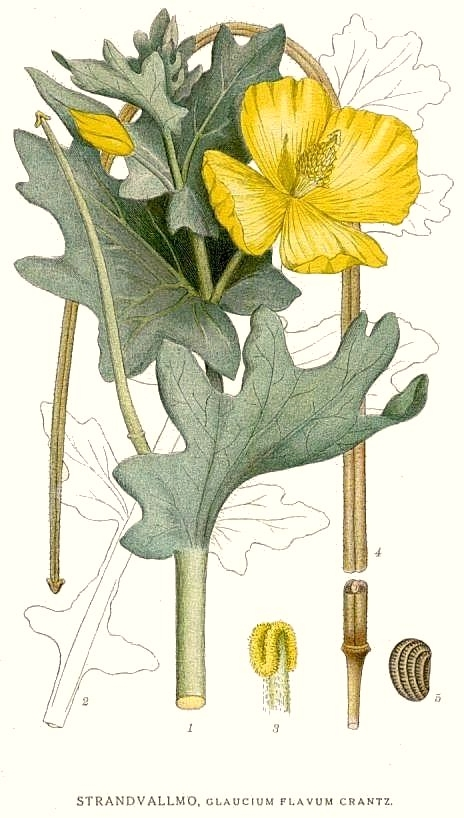
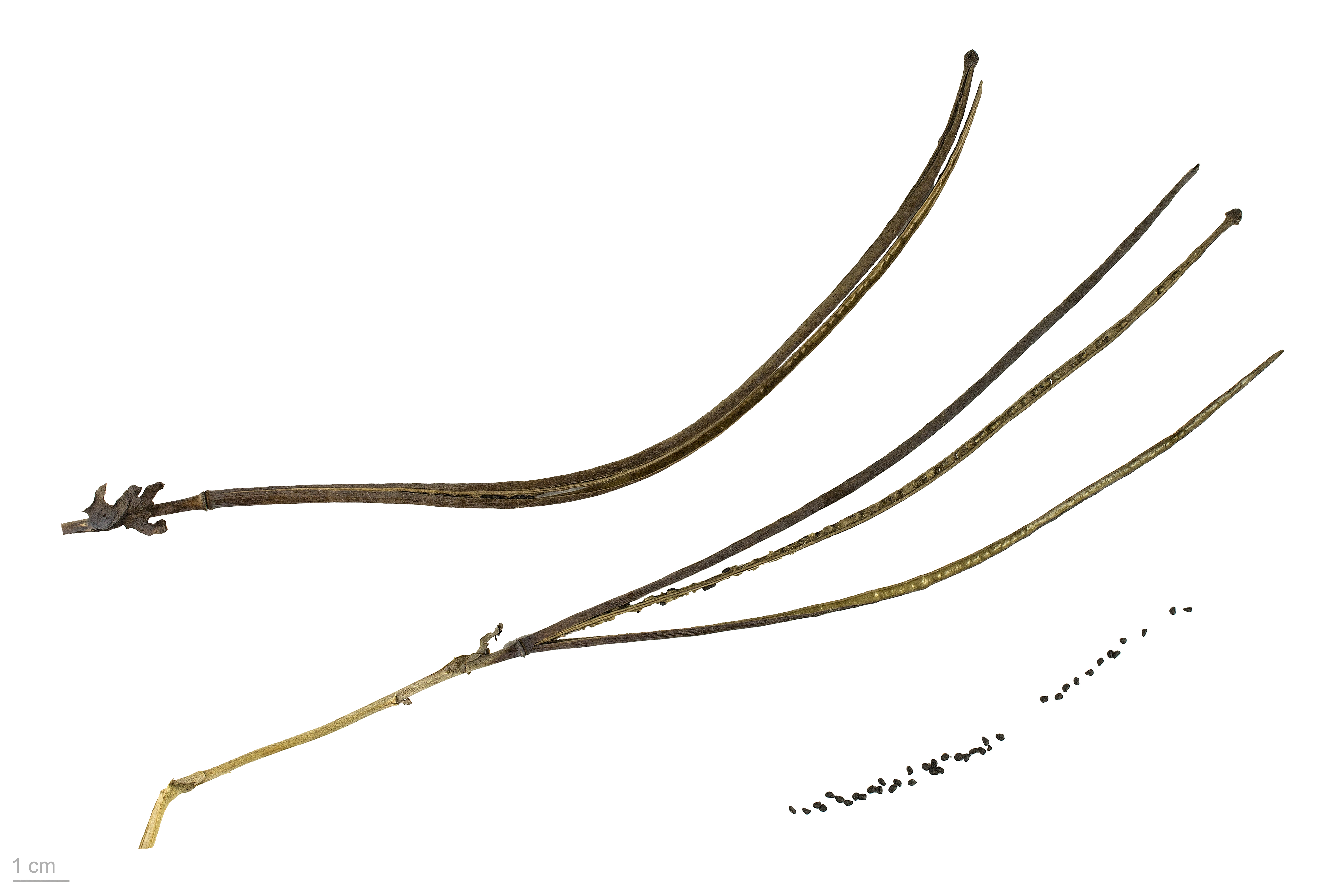
seeds